# Éléphant d'Asie
Elephas maximus
Pour les articles homonymes, voir Éléphant (homonymie).
Espèce
Statut de conservation UICN

 EN A2c : En danger
Répartition géographique
Statut CITES
L'éléphant d'Asie (Elephas maximus) est un mammifère de la famille des éléphantidés. Il fait partie des espèces actuelles d'éléphants.
Il est plus petit que les éléphants de savane africains, a le front concave, les oreilles plus petites et les défenses non apparentes chez la femelle. Vivant en troupeau restreint mené par une femelle, il passe son temps à arpenter la forêt à la recherche de sources de nourriture pour satisfaire son régime herbivore. Souvent domestiqué, il est utilisé comme monture ou animal de trait. Autrefois présent sur l'ensemble du continent asiatique, il n'occupe au XXIe siècle plus qu'un territoire réduit. À l'état sauvage, l'espèce est en danger, même si le commerce de l'ivoire est illégal.

## Caractéristiques

### Morphologie

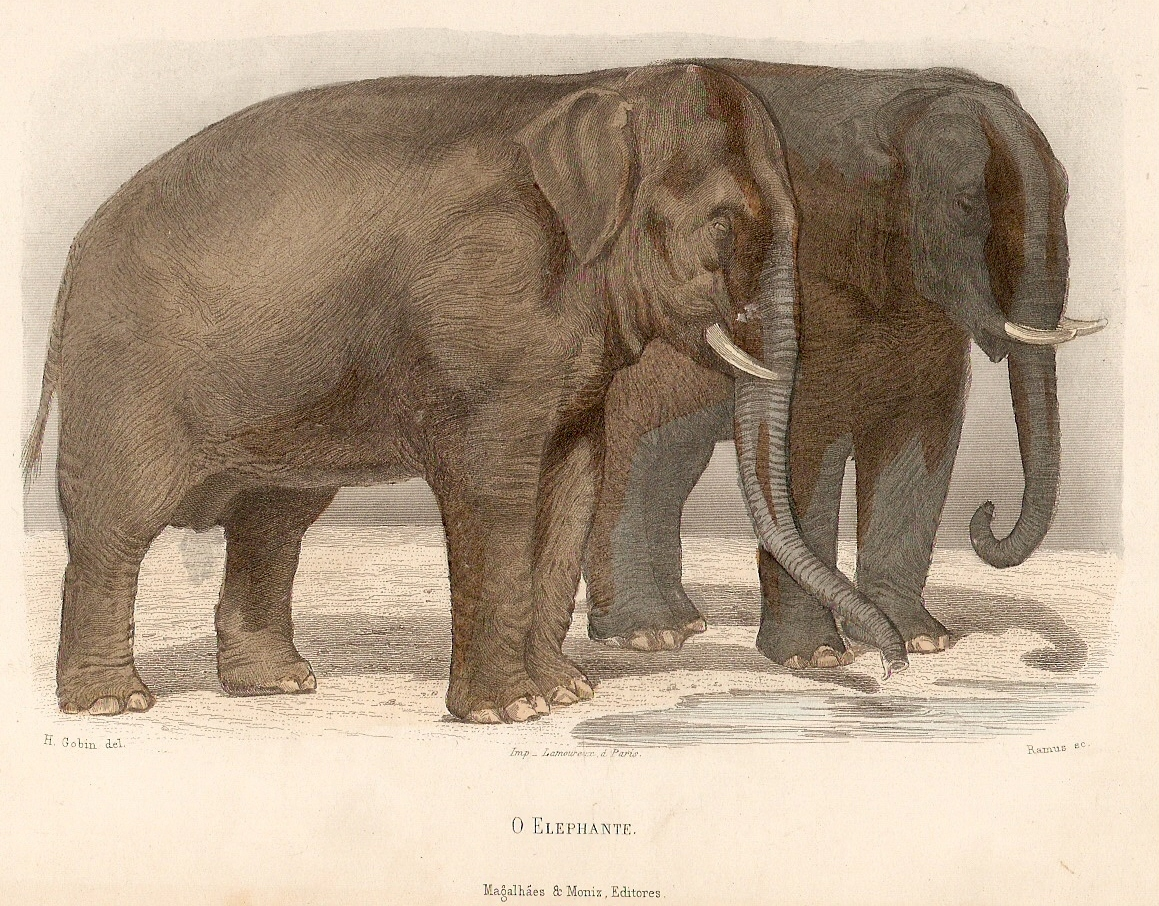
L'éléphant, gravure colorée de 1890.

Les mâles mesurent de 2,5 à 3,5 m (3 m en moyenne) contre 2 à 3 mètres (2,5 m en moyenne) de haut au garrot pour les femelles. La masse varie de 3 à 5 tonnes (4 t en moyenne) pour les mâles contre 2 à 3,5 tonnes (2,75 t en moyenne) pour les femelles, pour une longueur comprise de 5,5 à 6,5 mètres pour les mâles (6 m en moyenne), et de 3,5 à 5 m pour les femelles (4,25 m en moyenne). Le spécimen le plus lourd connu à ce jour est un mâle observé en Inde en 1924, il pesait 8 tonnes, mesurait 3,35 m au garrot et 8,06 m de long. Il ne présente qu'un seul « doigt » préhensile au bout de la trompe et possède des oreilles assez petites. Le crâne et les muscles splenius superficialis[réf. nécessaire] forment deux bosses proéminentes et les défenses sont absentes chez les femelles et un certain nombre de mâles. Les défenses peuvent dépasser 3 m et 73 kg chez les mâles, mais des défenses de 2 m et plus de 30 kg sont déjà considérées comme grandes.[réf. nécessaire]
Deux mathématiciens indiens ont reçu le prix Ig Nobel de mathématiques en 2002 pour avoir découvert une formule qui permet de calculer la surface s d'un éléphant indien (sous-espèce E. m. indicus) à partir de sa hauteur au garrot h (en mètres) et de la circonférence c (en mètres) de l'empreinte de son pied antérieur : {\displaystyle s=6,807h+7,073c-8,245}.

#### Squelette et muscles

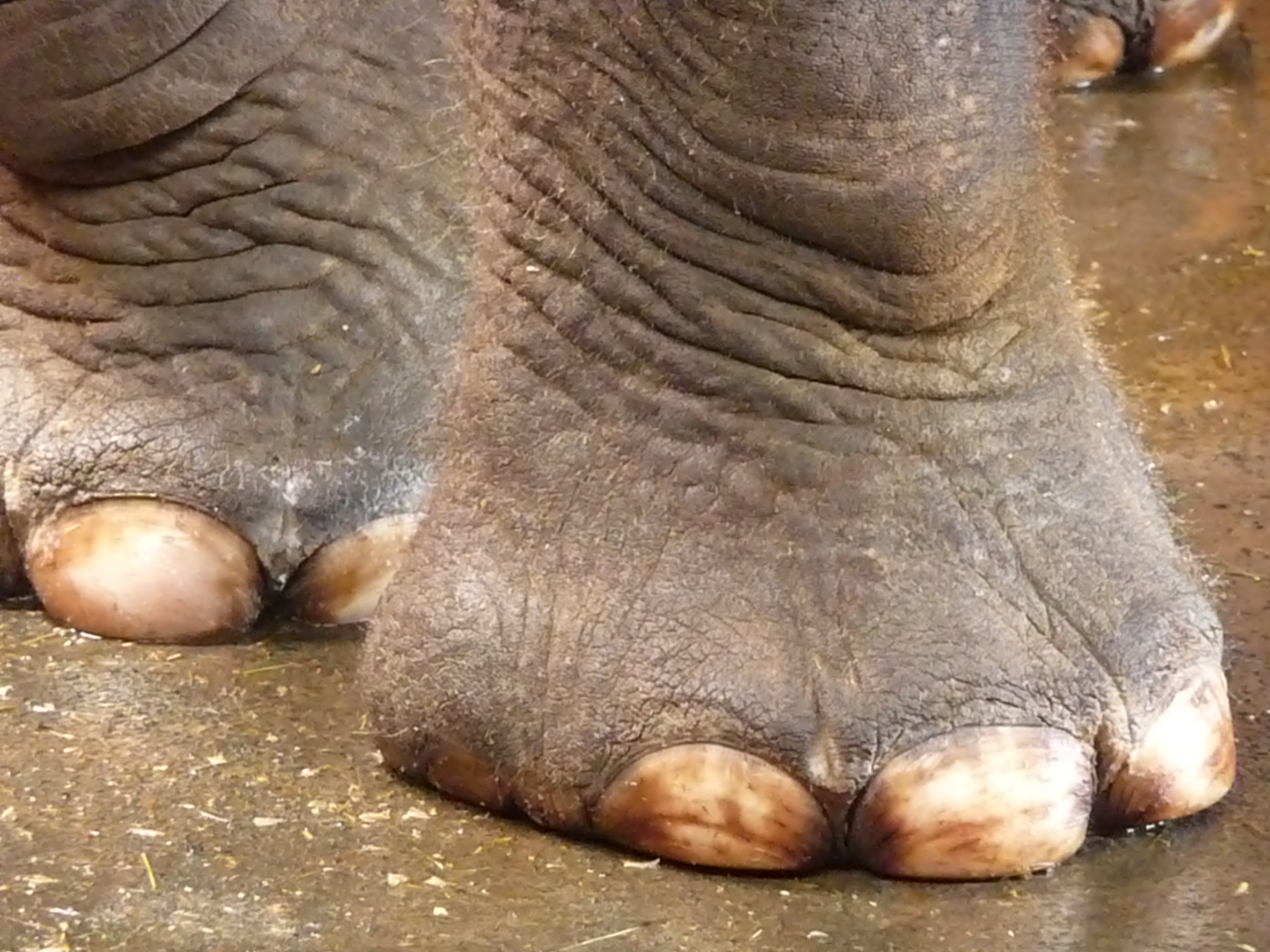
Pieds d'un éléphant indien.

L'éléphant possède deux genoux à ses membres postérieurs, qui sont constitués d'un fémur, d'une rotule et de l'association tibia-fibula. Les membres antérieurs, quant à eux, comprennent une scapula, un humérus, et l'association radius-ulna.
L'éléphant marche sur le bout des doigts,. Les orteils sont insérés dans le pied, il y en a entre 2 et 5, on voit seulement les ongles. Cependant on peut voir de trois à cinq ongles en fonction des pieds. Les pieds antérieurs ont une forme arrondie, alors que les pieds postérieurs ont une forme ovale. Les pieds sont composés de tissus adipeux qui agissent comme des amortisseurs.
Il est impossible pour un éléphant de sauter, pour des raisons d'ordre biomécanique : il lui faut toujours un pied sur le sol. Cependant il peut courir à une vitesse maximum de 20 km/h (record 24 km/h).

#### Trompe

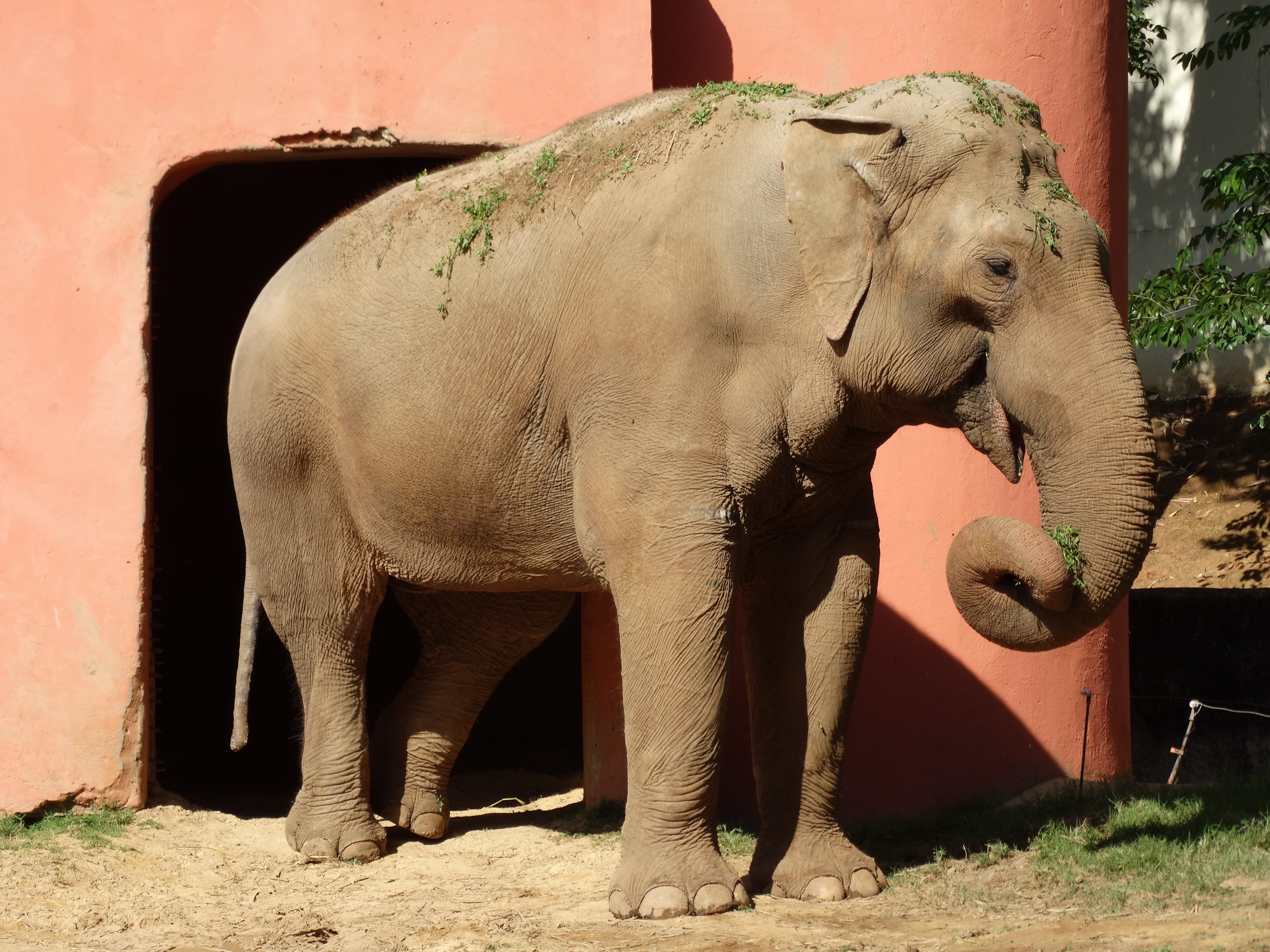
Éléphant d'Asie femelle, reconnaissable à ses défenses non apparentes.

La principale caractéristique des éléphants est leur trompe. Il s'agit d'un organe nasal allongé formé par la fusion de la lèvre supérieure et du nez. La trompe est un organe préhensile.
La trompe comporte entre 100 000 et 150 000 muscles ; elle est dépourvue d'os et pèse plus de 100 kg.
« La trompe se compose de deux longs tuyaux cylindriques, partant de l’ouverture antérieure des fosses nasales. Ces tubes se rétrécissent à la région de l’intermâchoire, ce qui empêche l’eau pompée par la trompe de pénétrer dans la cavité nasale ; ils offrent ensuite une dilatation, puis se resserrent de nouveau à l’endroit où ils s’ouvrent dans les narines osseuses, et où ils sont couverts par un cartilage nasal ovale. (…) Les tubes sont entourés d’une multitude de faisceaux musculaires, les uns longitudinaux, les autres rayonnant vers la peau et servant à comprimer les premiers. Quelques-uns enfin, mais en moins grand nombre sont circulaires. Cependant, il faut distinguer de ces muscles, propres à la trompe, ceux qui servent à mouvoir l’organe en entier. Ces derniers sont comparables aux muscles de la queue. On les distingue en élévateurs et abaisseurs supérieurs et latéraux, qui naissent du front, des os propres du nez et des cartilages, tant de l’os maxillaire supérieur que de l’intermaxillaire ».
Le bout de la trompe d'un éléphant d'Asie est en forme de poire. L'excroissance à son extrémité a une fonction analogue à un doigt. Les éléphants ne peuvent pas boire par la trompe, ils s'en servent comme outil pour boire.
Les éléphants d'Asie ont un odorat très développé qui leur permet, par exemple de déterminer quel récipient contient le plus de nourriture.

### Longévité
L'espérance de vie d'un éléphant d'Asie serait d'une soixantaine d'années en milieu sauvage, et de 40 ans en captivité,[source insuffisante].
Plusieurs records de longévité sont connus, comme le cas d'Hanako, femelle du zoo d'Inokashira à Tokyo, morte à l'âge de 69 ans en 2016, et celui de Shirley, une femelle d'un sanctuaire du Tennessee qui est décédée à l'âge de 72 ans en 2021.

## Écologie et comportement
Les éléphants d'Asie vivent en troupeaux. Les troupeaux d'éléphants empruntent tous les mêmes chemins : ils créent ainsi des passages dégagés et mieux éclairés dans la forêt tropicale, et ceci attire d'autres animaux vivants au sol.
L'éléphant est actif le jour et ne dort que 2 à 4 heures par jour. L'éléphant barrit et, quand il dort, l'éléphant ronfle.
Sa vitesse de déplacement est d'ordinaire d'environ 7 km/h, mais, quand il trotte, il va à près de 15 km/h.
À la saison sèche, ils recherchent les endroits pourvus d'eau. L'éléphant se baigne plusieurs heures dans la journée, se roule dans la boue et soigne sa peau en se grattant ou en s'aspergeant de sable et de terre.

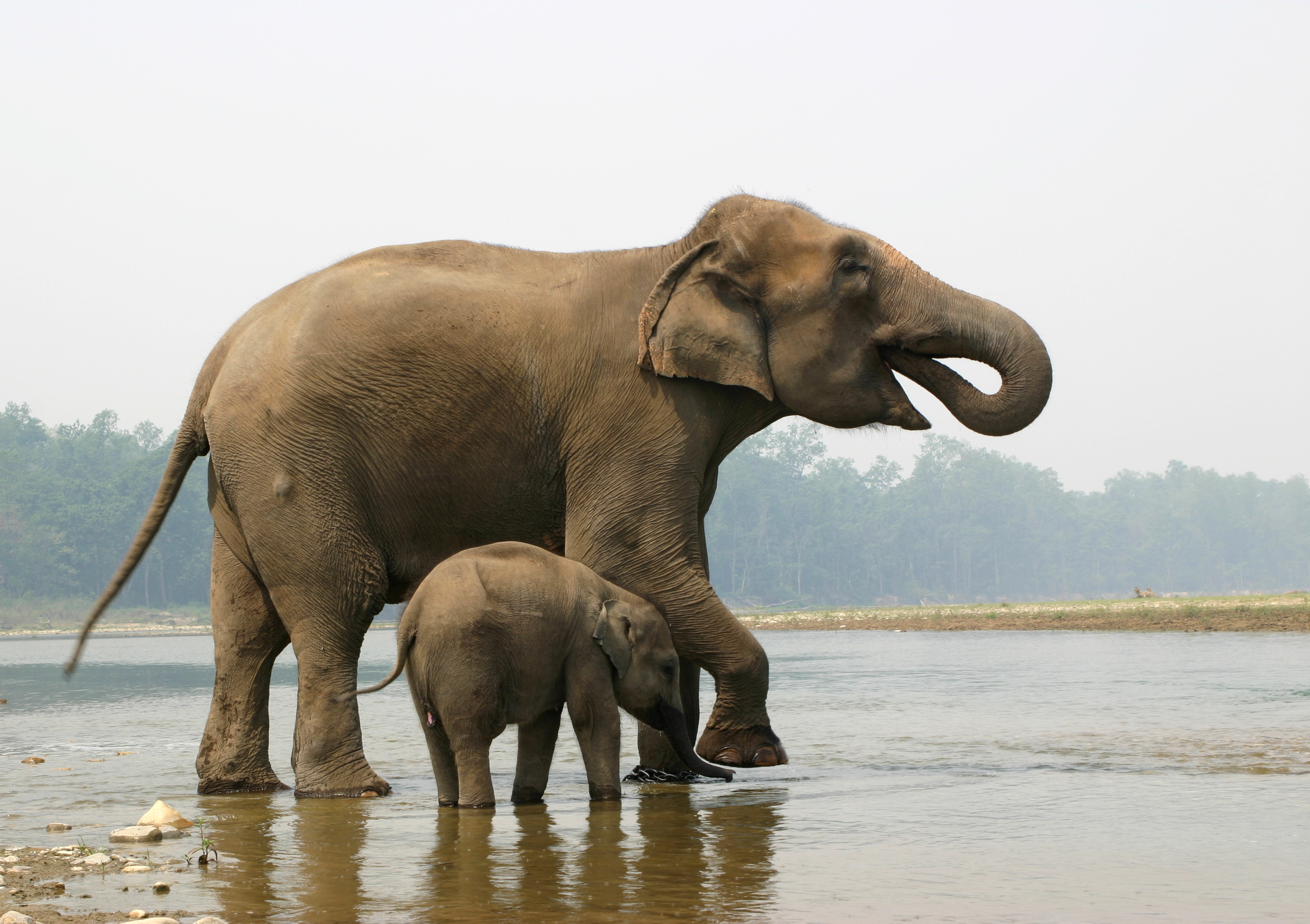
Une mère et son petit dans le parc national de Chitawan, Népal.
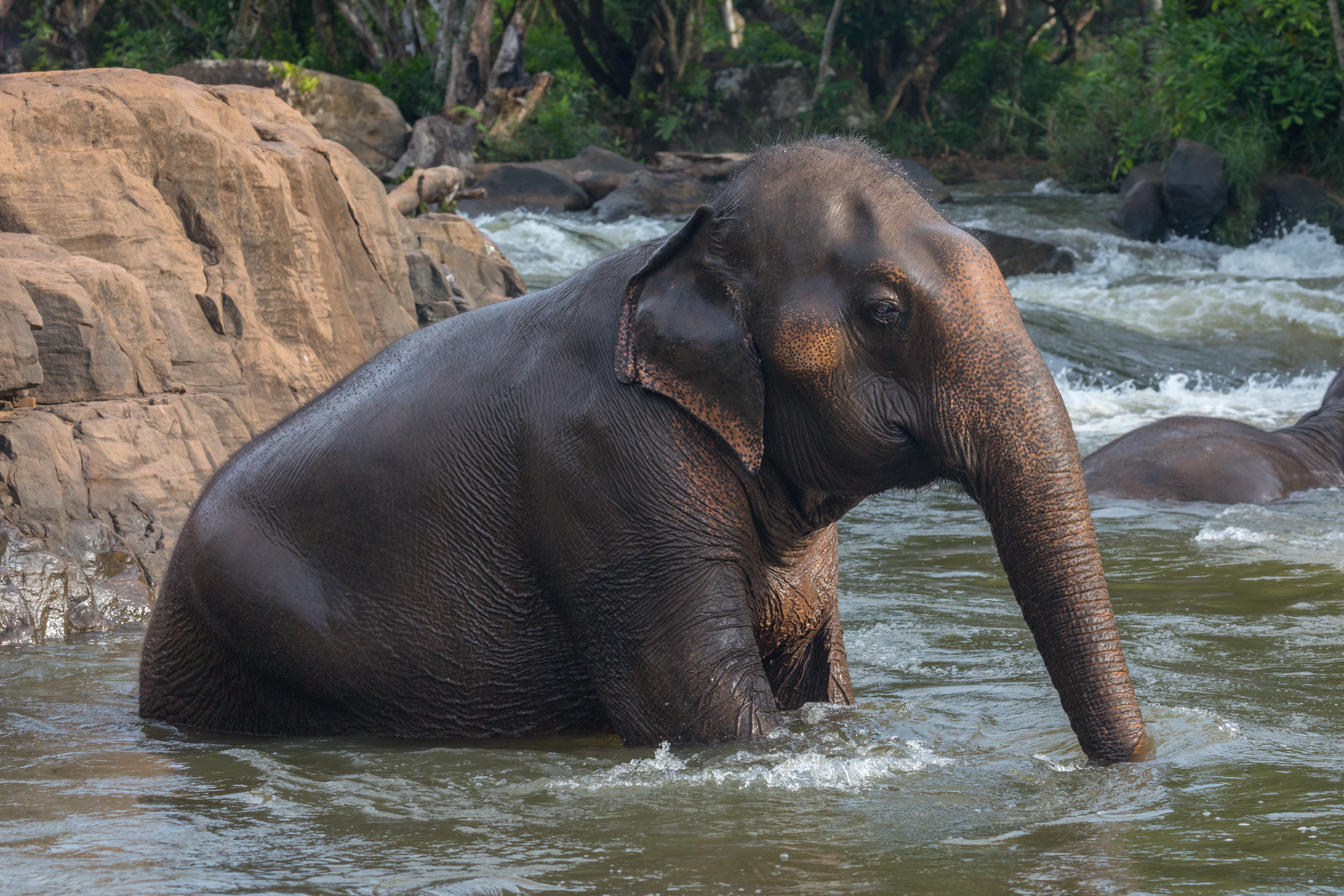
Vue de profil d'un éléphant d'Asie assis dans la rivière Tad Lo pour son bain, Laos.
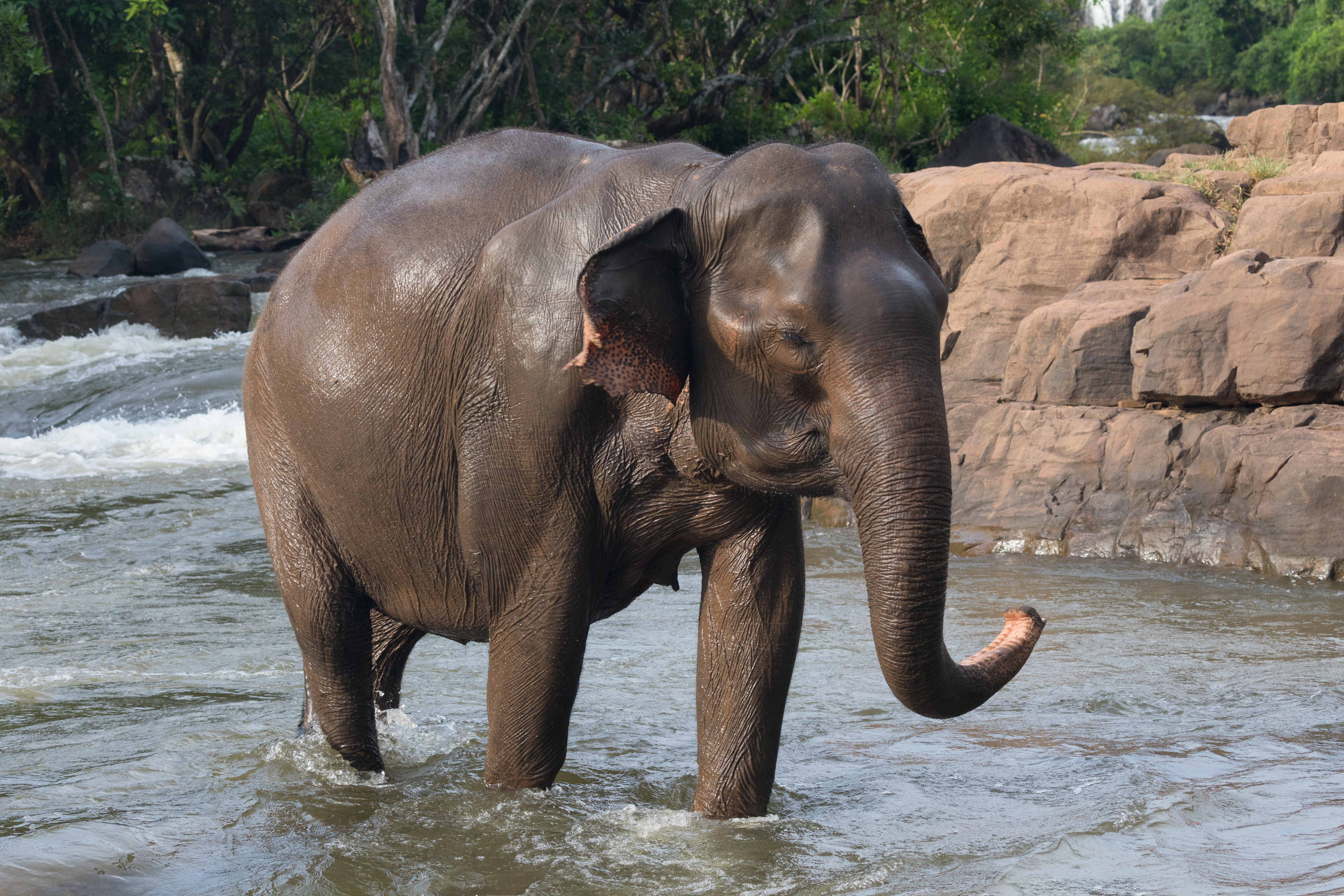
Vue de trois quarts d'un éléphant d'Asie marchant dans la rivière de Tad Lo, plateau des Bolovens, Laos. Juin 2019.

### Alimentation
L'éléphant d'Asie est un herbivore.
Chaque jour, un éléphant consomme environ 200 litres d'eau (essentiellement pour le bain) et mange 200 kg de nourriture.
Son alimentation est diverse : bambous, feuilles, rameaux, herbes et fruits.

Parfois, il s'enivre en mangeant des fruits contenant des substances alcooliques.

### Reproduction
La période de gestation dure de 18 à 22 mois, la femelle donne naissance à un seul petit. Il n'y a pas de saison de reproduction. Les femelles vivant dans un environnement de bonne qualité donnent naissance à un petit tous les 3 à 4 ans. Le petit pèse de 50 à 120 kg et se dresse sur ses pattes quelques heures après sa naissance. Il suit sa mère dans le troupeau. Il est allaité par sa mère pendant 8 à 10 mois, mais, dès le quatrième mois, il commence à manger de l'herbe et des feuilles et à 6 mois il se nourrit comme les adultes (en dehors du lait maternel) de pousses, de fruits et de feuilles. Les deux sexes atteignent leur maturité sexuelle à 14 ans, mais les mâles ne peuvent se reproduire qu'après avoir dominé les autres mâles adultes.

## Habitat et répartition

En rose extension maximale, et en rouge répartition actuelle.

Les quelques milliers d'éléphants sauvages qui restent se trouvent principalement, pour plus de la moitié, en Inde, sur la côte ouest et sur les pentes de l'Himalaya jusqu'à 3000 m d'altitude presque à la limite des neiges ; mais aussi au Sri Lanka, en Indonésie, en Thaïlande, en Birmanie, au Laos, au Cambodge, en Malaisie, au Bangladesh, en Chine, dans la province du Yunnan, au Népal et au Vietnam.
Cette espèce apprécie les forêts tropicales denses ombragées où la nourriture et l'eau sont en suffisance. Elle aime aussi les forêts de bambous et explore les marais et marécages.

## Classification
La classification des différentes populations d'éléphants d'Asie est encore incertaine, et le nombre de sous-espèces reconnues est variable. Une classification définitive ne pourra être envisagée que lorsque l'ensemble des populations auront fait l'objet d'une étude morphométrique et génétique détaillée.

### Sous-espèces
Initialement, trois sous-espèces étaient reconnues, sur la base de différences morphologiques et anatomiques (taille corporelle, coloration de la peau, nombre de paires de côtes) et géographiques : 
- Elephas maximus indicus, l’éléphant indien, présent en Asie continentale,
- Elephas maximus maximus, l’éléphant du Sri Lanka,
- Elephas maximus sumatrensis, l’éléphant de Sumatra.

L’éléphant du Sri Lanka serait cependant génétiquement trop proche de l'éléphant indien pour être considéré comme une sous-espèce différente, selon certains auteurs se basant sur des analyses génétiques.
L'éléphant de Sumatra est la seule sous-espèce à faire l'objet d'un consensus, une étude des motifs de variation de l'ADN mitochondrial suggère fortement qu'elle est monophylétique et que ce taxon peut être défini comme une evolutionarily significant unit (en).
L'éléphant de Bornéo a été rattaché à E. m. indicus ainsi qu'à E. m. sumatranus. Cette population fait encore l'objet de discussions quant à son caractère indigène à l'île de Bornéo, qui est remis en question. Des analyses ADN récentes suggèrent que cette population a été isolée depuis 300 000 ans et peut être considérée comme une sous-espèce distincte.
Deux sous-espèces éteintes ont aussi été décrites :
- Elephas maximus asurus, l’éléphant du Moyen-Orient – éteint vers 100 av. J.-C.
- Elephas maximus rubridens, l’éléphant de Chine – éteint au XVe siècle dans l'est de la Chine.

## L'éléphant d'Asie et l'homme

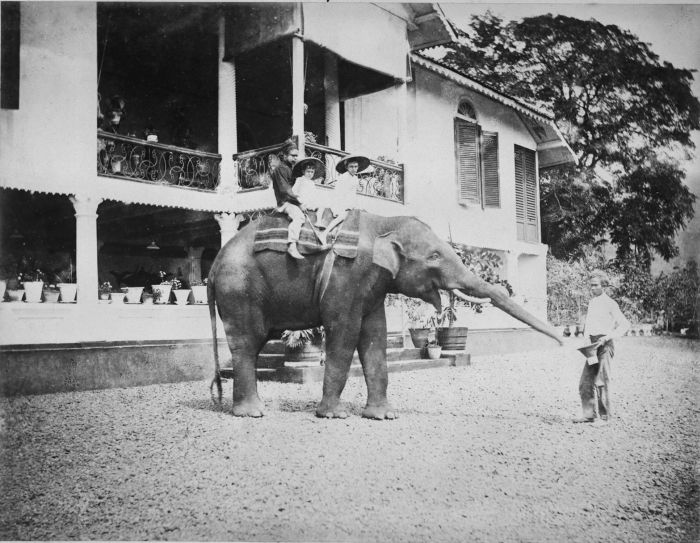
Enfants européens à dos d'éléphant dans une plantation de Sumatra à l'époque des Indes néerlandaises (vers 1890).

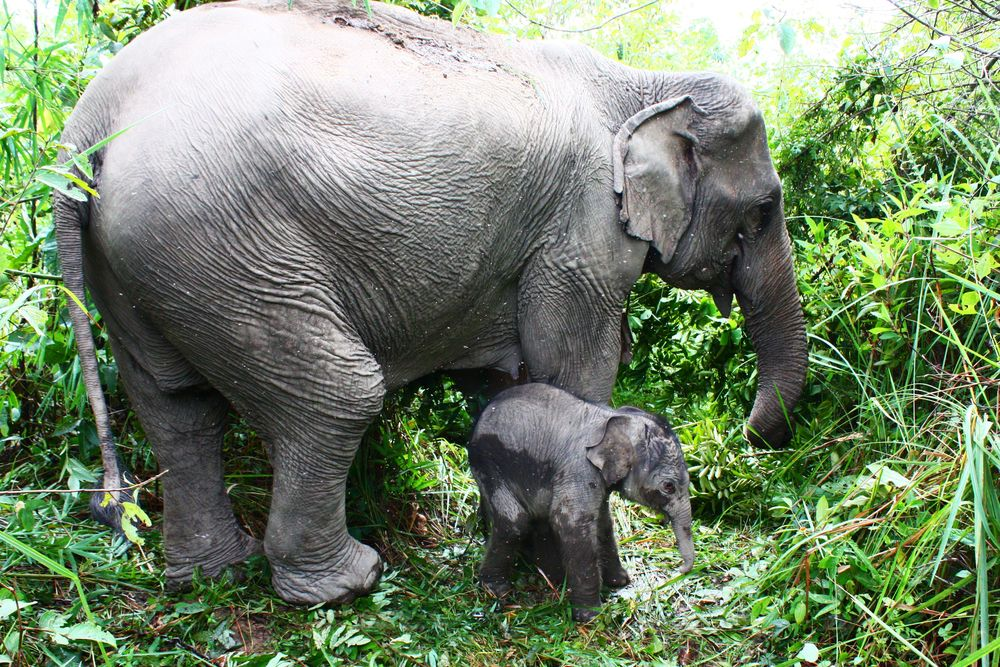
Un éléphanteau né au centre de conservation des éléphants de Sayaboury (Laos).

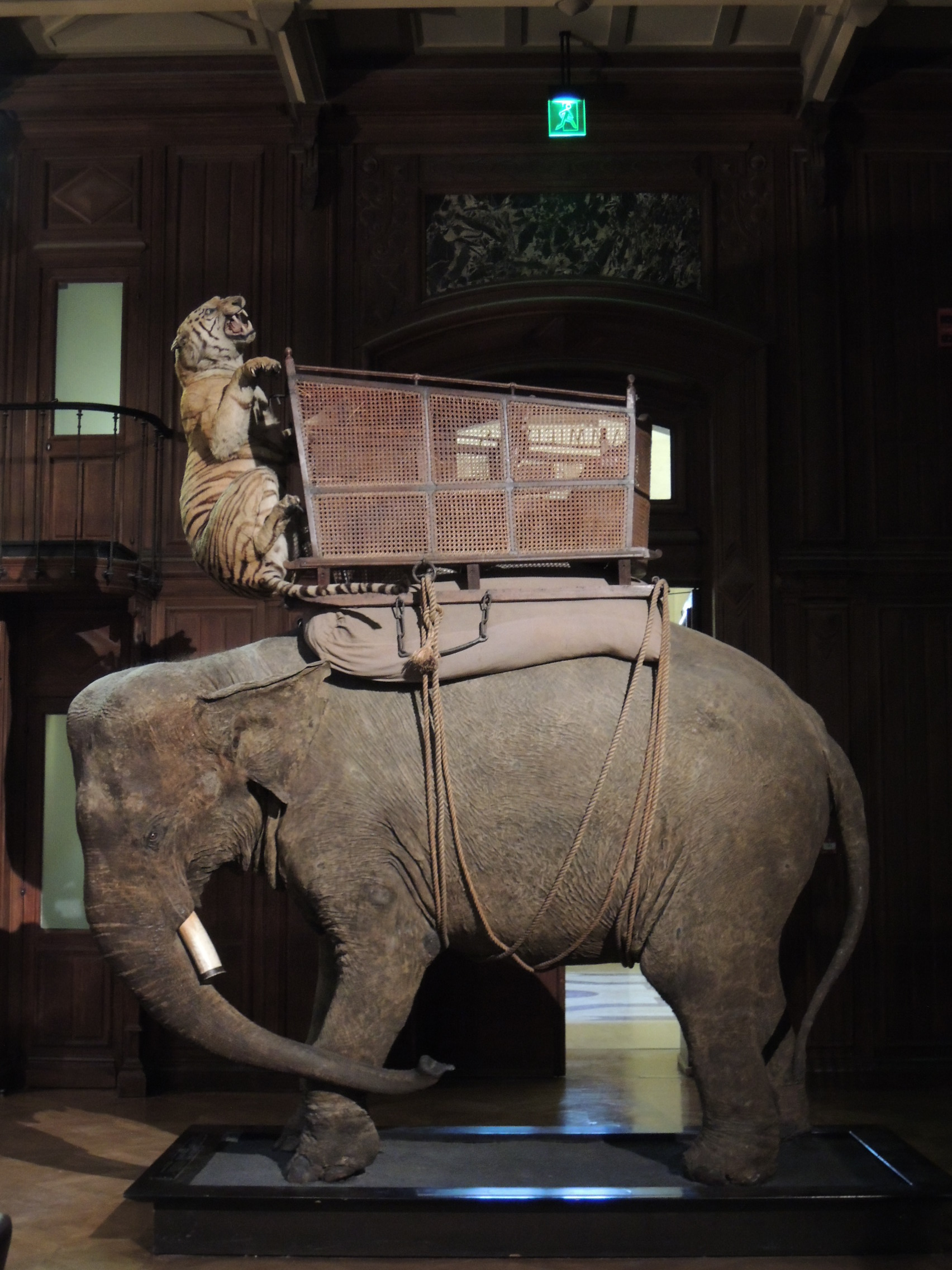
Éléphant d'Asie et chasse au tigre en Inde, grand classique de l'imaginaire collectif. Grande galerie de l'évolution, Muséum national d'histoire naturelle, Paris.

Traditionnellement, l'éléphant d'Asie sert de moyen de transport et a sa place dans la société. Certaines personnes vivent même de leur éléphant, à travers divers métiers. Des cornacs vendent aux touristes des petits sacs de nourriture pour qu'ils aient le plaisir de nourrir l'animal. Aujourd'hui, les éléphants "travaillent" dans le tourisme en faisant le cirque dans les rues. Les pachydermes deviennent footballeurs, basketteurs, masseurs, boxeurs, jongleurs, musiciens ... peintres aussi. Les plus doués manient le pinceau avec leur trompe, guidés par leur cornac,.
L'animal est très respecté et considéré comme vénérable. Pour le tournage de Sunny et l'Éléphant (2008), un chantier de débardage proche de la frontière birmane a été reconstitué. Le film fait un travail de mémoire sur la relation presque fusionnelle qui unissait jadis l'animal et son maître. À Lampang, une ONG a fondé une clinique pour les éléphants victimes des mines dans la zone frontière birmane. Plus de 2 000 bêtes ont été soignées depuis 1994.
Toutefois, cela a changé depuis l'industrialisation d'une partie de l'Asie : l'éléphant perd son statut de transporteur, remplacé par la voiture et délaissé par l'effondrement des traditions locales. Aucune place ne lui est laissée et ils sont désormais souvent interdits en ville. Leur déplacement au sein des localités est problématique : auparavant, les routes étaient essentiellement utilisées par des piétons et le pachyderme se frayait facilement un chemin, tout le monde s'écartant sur son passage. Avec l'arrivée des voitures, l'éléphant pose un problème évident : sa lenteur et sa taille imposante le rendent incompatible avec le système de circulation calqué sur celui des pays industrialisés (difficulté à contourner, lenteur).
Il arrive, de plus, aux éléphants de faire des incursions dans les bananeraies ou d'autres plantations et ils y causent de graves dommages : ceci provoque des conflits avec les agriculteurs. 
Par exemple, en Thaïlande, aux abords des parcs nationaux et des réserves de faunes où les éléphants sauvages sont assez nombreux, la population locale ressent plutôt de l'hostilité vis-à-vis des éléphants : 37,5 % les perçoivent négativement ; seulement 21,9 % les perçoivent positivement ; et 40,6 % sont partagés entre avis positifs et avis négatifs. En effet, l'éléphant est parfois, bien que cela soit rare, un danger mortel pour l'homme et il lui arrive aussi, c'est plus fréquent, de ravager les cultures des paysans. Ainsi, en Thaïlande, entre 2012 et 2017, 45 personnes ont été blessées mortellement par des éléphants, soit en moyenne 9 par an, incluant des attaques, mais aussi des accidents de la route, ; et près de 9 000 plaintes ont été déposées par les autorités villageoises et les agriculteurs à cause de dégâts occasionnés par ces animaux, soit environ 1 800 par an,. Les autorités des parcs nationaux et les associations de défenses de la nature, en particulier le WWF, préconisent que les populations locales doivent apprendre à mieux vivre avec les éléphants.
Au Laos, une ONG française, ElefantAsia, œuvre en faveur de l'éléphant d’Asie depuis 2006. Cette ONG a mis en place une unité mobile qui sillonne le Laos en délivrant gratuitement des soins aux éléphants blessés (par les mines antipersonnel, par exemple, surtout dans les zones frontalières) ou malades travaillant dans des camps de débardage. En novembre 2011, cette ONG a ouvert dans la province de Sayaboury, le Centre de conservation des éléphants à Sayaboury, où il y a un hôpital pour éléphants et des vétérinaires internationaux y délivrent des soins. Aussi, un programme de reproduction a été mis en place pour sauver ce pachyderme de son extinction. En 2011, on dénombre autour de 450 éléphants domestiques et 300 éléphants sauvages. En 2016, au Laos, on dénombre 800 éléphants, dont la moitié encore sauvage. L'année passée, en 2015, pour 16 morts, il y a eu seulement 3 naissances, dont 2 grâce au programme de reproduction mit en place au Centre de conservation des éléphants à Sayaboury.
En Chine, les éléphants d'Asie sont strictement protégés. Depuis les années 1980, leur nombre a progressé de 180 à environ 300 individus, essentiellement dans le sud du Yunnan, mais leur domaine s'est réduit et fragmenté à cause de la déforestation pour créer de nouvelles terres agricoles, en particulier des plantations de caoutchouc,...

### Décès causés par les éléphants
Les décès provoqués par des éléphants sont courants dans des régions d’Afrique et d’Asie du sud, où les hommes et les éléphants coexistent. Au seul Sri Lanka, on compte 50 à 100 personnes tuées chaque année dans des conflits entre hommes et éléphants. De nos jours, on trouve également des cas d’écrasements de gardiens par des éléphants captifs dans des zoos, mais qui sont considérés comme un des risques du métier.

### Autres utilisations de l'éléphant

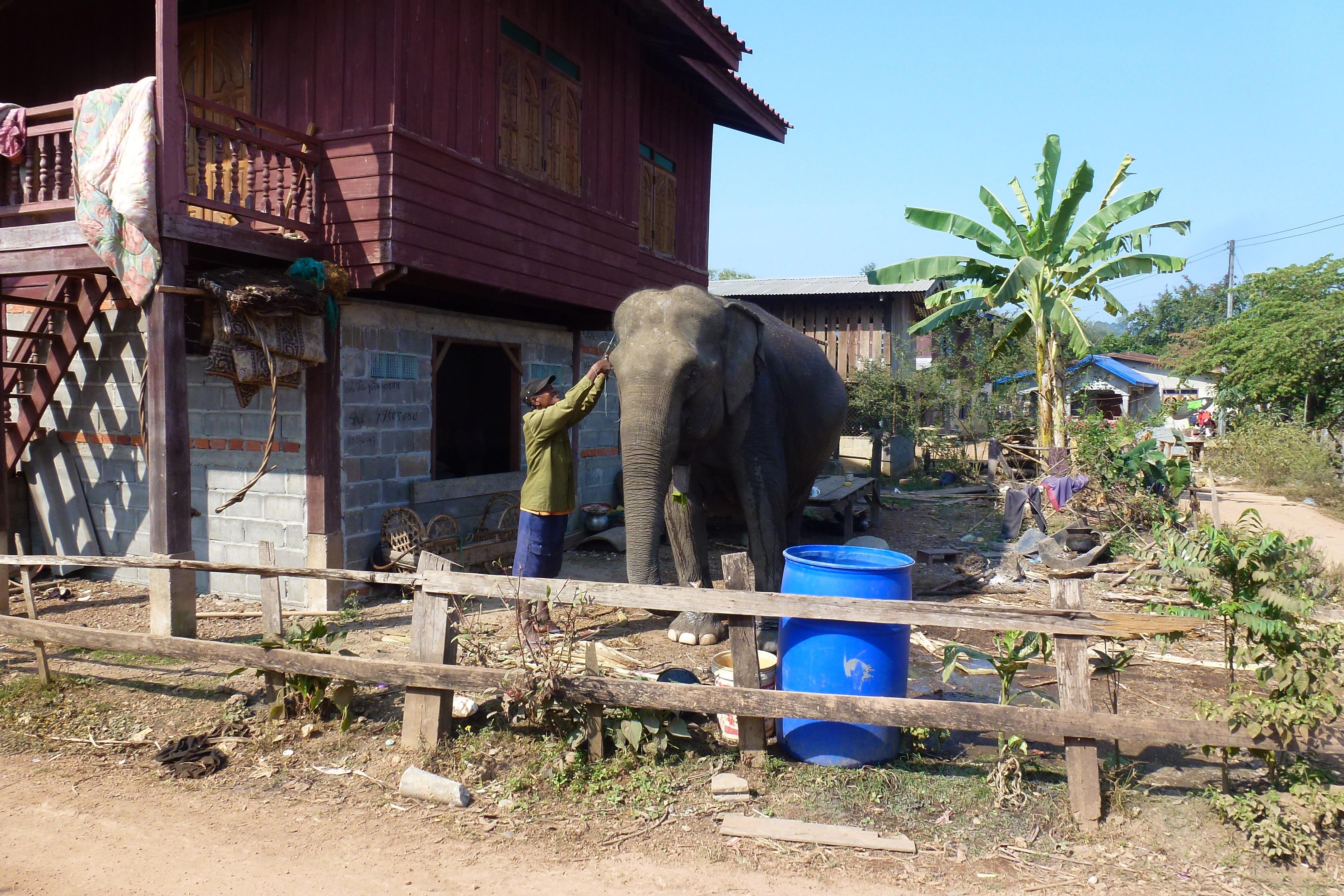
Éléphant à Ban Khiet Ngong (Laos).

L'éléphant commence à être domestiqué il y a plus de 4 500 ans dans la vallée de l'Indus. Sa première utilisation est vraisemblablement celle d'auxiliaire de guerre : sa taille imposante effraie hommes et chevaux et il peut également servir de bête de somme en tirant des engins de siège. Toutefois, l'éléphant, enclin à la panique, s'avère parfois dangereux pour ses propres troupes. L'importance des éléphants de guerre se mesure à la popularité de généraux comme Hannibal ou Alexandre le Grand, qui utilisaient des éléphants. Des décorations étaient également prévues pour les cornacs méritants. D'autres manifestations mettant en œuvre l'imposante masse de l'éléphant sont instaurées : au IVe siècle av. J.-C., Chandragupta Maurya invente le combat d'éléphants durant lequel deux cornacs forcent les animaux à se battre,, puis les éléphants sont utilisés durant les jeux du cirque, se battant contre d'autres animaux (ours, lion) ou contre des gladiateurs et donc les exécutions par éléphant. Outre ses trois utilisations guerrières, l'éléphant était et reste encore un animal de travail utilisé dans l'industrie, notamment pour le débardage.
Bien que les éléphants d’Afrique soient significativement plus gros que les éléphants d’Asie, les puissances africaines n’ont pas pour autant fait davantage usage de ces animaux dans leur guerre ou dans leurs affaires religieuses, car ils sont beaucoup moins faciles à dompter que leurs homologues d’Asie. Certaines anciennes puissances africaines ont fait usage des éléphants, mais il s’agissait d'une possible sous-espèce d’Afrique du Nord actuellement éteinte, Loxodonta africana pharaoensis. L’emploi des éléphants dressés était donc largement restreint aux régions du monde habitées (ou autrefois habitées) par les éléphants d’Asie.
L'éléphant domestiqué peut apprendre plus de trente ordres différents. Prélevé dans la nature, chaque pachyderme se voit désigner un unique dresseur qui l'accompagnera durant toute sa vie, appelé mahout ou cornac.
En 2015, après neuf ans d'expérimentation, le Canadien Blake Dinkin a inventé un café "grands crus" extrait des  bouses d'éléphants,.

### Statut de conservation et menaces

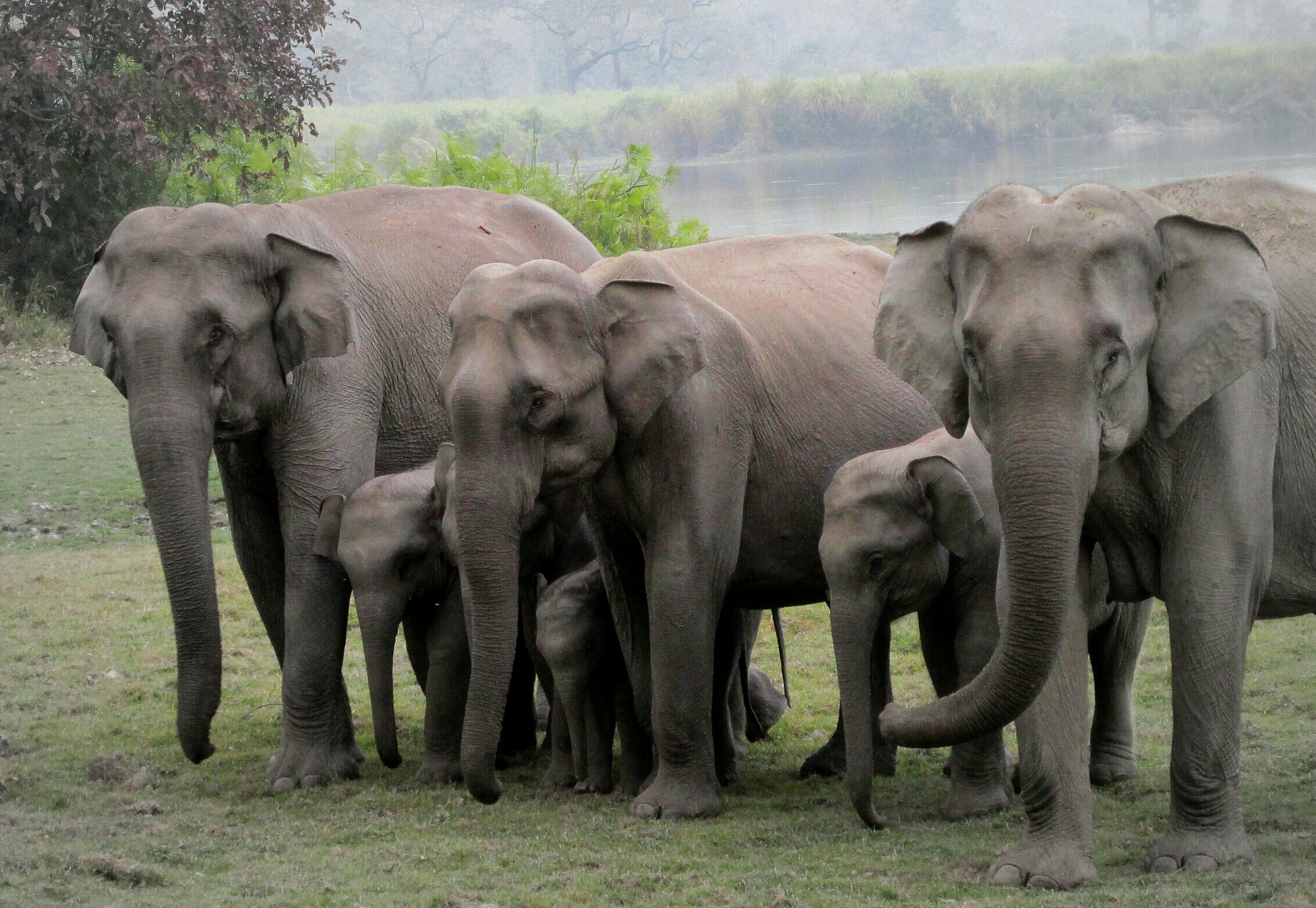
Éléphantes et éléphanteaux, Parc national de Kaziranga, Assam, Inde

Jadis, l'éléphant était omniprésent en Asie. Par exemple, au début du XXe siècle, il y avait peut-être près de 100 000 éléphants rien qu'au royaume du Siam (ancien nom du royaume de Thaïlande) ; en 2010, il n'y en avait plus qu'environ 4 000 dans ce pays (soit environ 10 % de l'ensemble des éléphants d'Asie) dont une moitié d'éléphants sauvages dans les parcs nationaux et une moitié d'éléphants domestiqués ; et en 2020, après une longue politique de protection de l'espèce, on dénombre un peu plus d'éléphants sauvages en Thaïlande : entre 3 168 et 3 440 .
De nos jours, l’éléphant d’Asie est encore parfois tué pour son ivoire, sa chair et sa peau. Il est aussi capturé pour être dompté, dressé et forcé à obéir. Mais il est surtout menacé par la destruction de son habitat, les forêts tropicales et les jungles.
Selon les estimations, il n’y aurait plus que de 26 000 à 40 000-50 000 individus de cette espèce sur la planète dont près de la moitié, environ 20 000, en Inde.

### Éléphant d'Asie au cinéma
liste non exhaustive
- 1940 : The King of the White Elephant de Pridi Banomyong
- 1954 : La Piste des éléphants (Elephant Walk) de William Dieterle
- 1987 : The Elephant Keeper de Chatrichalerm Yukol
- 1990 : L'Homme et l'Éléphant (Chami and Ana the Elephant / Man and Elephant) de Vijay Singh (documentaire de 26 minutes)
- 2006 : Khan Kluay (L'éléphant bleu) de Kompin Kemgumnird (Dessin animé)
- 2008 : Sunny et l'éléphant de Frédéric Lepage
- 2009 : Khan Kluay 2 de Taweelap Srivuthivong (Dessin animé)
- 2017 : Pop Aye de Kirsten Tan